# 272

## Esdeveniments
Països Catalans
Resta del món
- Imperi Romà: L'emperador Lluci Domici Aurelià derrota els exèrcits de la reina Zenòbia i sotmet l'imperi de Palmira.

## Naixements
Països Catalans
Resta del món
- 27 de febrer - Naïssus (Dàcia): Constantí I el Gran, emperador romà (m. 337)

## Necrològiques
Països Catalans
Resta del món
- París: Sant Dionís, primer bisbe de la ciutat.